# Convenzione delle Alpi

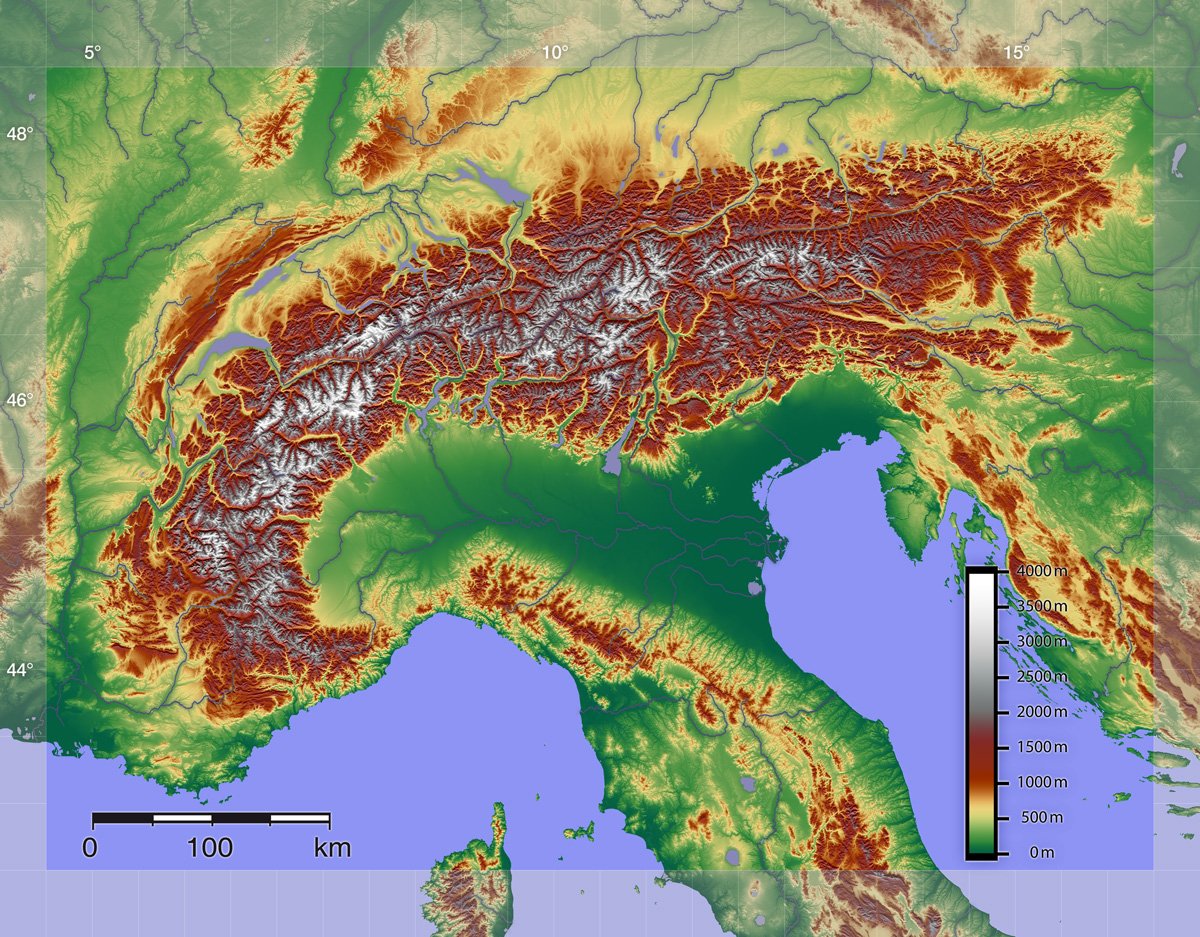
Arco alpino

La convenzione delle Alpi (in tedesco Alpenkonvention, in francese convention alpine, in sloveno Alpska Kovencija e in inglese alpine convention), è un trattato internazionale sottoscritto dagli otto Paesi alpini (Austria, Francia, Germania, Italia, Liechtenstein, Principato di Monaco, Slovenia e Svizzera), nonché dalla Comunità economica europea, con l'obiettivo di garantire una politica comune per l'arco alpino, un territorio sensibile e complesso in cui i confini sono determinati da fattori naturali, economici e culturali che raramente coincidono con le frontiere degli Stati nazionali. Risulta dunque evidente l'importanza di un vero ed efficace coordinamento internazionale degli interventi.

## Storia
Negli anni '80 cominciò a nascere l'idea che bisognasse adottare una politica comune per le Alpi, questa idea ebbe molti consensi nei Paesi federalisti come Svizzera e Austria. Nel 1988 il parlamento europeo espresse un voto favorevole per questa iniziativa, promossa dalla commissione Internazionale per la Protezione delle Alpi (CIPRA) con sede a Vaduz nel Liechtenstein e finanziata dall'Aga Khan e dalla Comunità di Lavoro delle Regioni Alpine (Arge-Alp). I delegati di Svizzera, Austria, Germania, Francia, Liechtenstein e Italia si riunirono Berchtesgaden dal 9 all'11 ottobre 1989 e dopo vari accordi decisero di stipulare la convenzione per la protezione delle Alpi firmata il 7 novembre 1991. Dopo il crollo della Repubblica Socialista Federale di Jugoslavia si unì alla convenzione la Slovenia e nel 1993 e poi nel 1994 il Principato di Monaco.

## Descrizione
Basandosi su queste considerazioni, il 7 settembre 1991 gli Stati alpini hanno sottoscritto la convenzione delle Alpi, che per la prima volta riconosce l'unità territoriale alpina e la necessità di garantire sviluppo e politiche di tutela comuni.
La convenzione delle Alpi rispecchia la globale consapevolezza dell'importanza delle aree montane anche per la pianura, definisce le responsabilità nei confronti del mondo alpino e attira l'attenzione sulle potenzialità e le sfide per lo sviluppo del patrimonio naturale, culturale e sociale.
Il suo obiettivo consiste nel valorizzare il patrimonio comune delle Alpi e nel preservarlo per le future generazioni attraverso la cooperazione transnazionale tra i Paesi alpini, le amministrazioni territoriali e le autorità locali, coinvolgendo la comunità scientifica, il settore privato e la società civile.
Grazie a questo approccio, la convenzione delle Alpi rappresenta un esempio per altre aree montane e per iniziative simili, come la convenzione dei Carpazi.

### Delimitazione geografica della Convenzione delle Alpi
Il perimetro della convenzione delle Alpi comprende una superficie di 190717 km2 e 5867 comuni (dati di 2013). L'arco alpino, così come definito dalla convenzione delle Alpi si estende per 1200 km attraverso otto Stati. La larghezza massima è di 300 km, tra la Baviera ed il nord Italia.
Sono compresi nel perimetro l'intero territorio dei principato di Monaco e del Liechtenstein. Da sole, Austria e Italia rappresentano più del 55% del territorio della convenzione. Assieme alla Francia questi tre Stati formano circa i tre quarti della superficie totale del territorio della convenzione delle Alpi. Nel 2013 la popolazione totale residente all'interno del perimetro della convenzione sfiorava i 15 milioni.

### Stati membri
| Stato         | Firmato | Entrato in vigore |
| ------------- | ------- | ----------------- |
| Austria       | 1991    | 1995              |
| Svizzera      | 1991    | 1999              |
| Germania      | 1991    | 1995              |
| Francia       | 1991    | 1996              |
| Liechtenstein | 1991    | 1995              |
| Italia        | 1991    | 2000              |
| Monaco        | 1994    | 1999              |
| Slovenia      | 1993    | 1995              |

## Istituzioni

### Conferenza delle Alpi
La conferenza delle Alpi è l'organo che prende le decisioni più importanti nell'ambito della convenzione. La presidenza della conferenza è affidata alla parte contraente che detiene la presidenza della convenzione (ogni Stato, a rotazione, assicura la presidenza per due anni). Attualmente la presidenza è affidata alla Svizzera (2021-2022). La conferenza comprende inoltre degli osservatori: l'associazione degli eletti della montagna, Alpe Adria, Arge Alp, CIPRA International, Club Arc Alpin, COTRAO, Euromontana, FIANET, l'International Steering Committee of the Network of Protected areas, l'IUCN, la Managing Authority del programma di cooperazione territoriale Alpine Space, Pro Mont Blanc, l'UNEP e il comitato scientifico internazionale ricerca alpina (ISCAR).
| Periodo   | Presidenza | Sede                    |
| --------- | ---------- | ----------------------- |
| 1989      | Germania   | Berchtesgaden           |
| 1989-1991 | Austria    | Salisburgo              |
| 1991-1994 | Francia    | Chambéry                |
| 1995-1996 | Slovenia   | Bled                    |
| 1996-1998 | Slovenia   | Brdo                    |
| 1999-2000 | Svizzera   | Lucerna                 |
| 2001-2002 | Italia     | Merano                  |
| 2003-2004 | Germania   | Garmisch-Partenkirchen  |
| 2005-2006 | Austria    | Alpbach                 |
| 2007-2008 | Francia    | Evian                   |
| 2009-2011 | Slovenia   | Brdo pri Kranju (Kranj) |
| 2011-2012 | Svizzera   | Poschiavo               |
| 2013-2014 | Italia     | Torino                  |
| 2015-2016 | Germania   | Grassau                 |
| 2017-2018 | Austria    | Innsbruck               |
| 2019-2020 | Francia    |                         |
| 2021-2022 | Svizzera   |                         |

### Comitato permanente
Il comitato permanente è l'organo esecutivo della conferenza della Alpi. È composto dalle delegazioni dei Paesi alpini e dell'UE e garantisce l'attuazione dei fondamenti, dei principi e degli obiettivi della convenzione. La presidenza del comitato permanente è assunta dallo Stato che assume la presidenza della conferenza delle Alpi, il presidente del comitato non può assumere anche la veste di delegato di una parte contraente. Il comitato permanente sceglie le modalità di partecipazione della convenzione con propri rappresentati ad organizzazioni governative e non governative. Inoltre raccomanda degli obiettivi per attuare i protocolli e raccomandazioni della convenzione. Si riunisce, di norma, due volte l'anno.

### Il gruppo di verifica
Il gruppo di verifica è l'organo che controlla l'adempimento degli impegni e degli obblighi risultanti dalla convenzione delle Alpi. Ogni quattro anni, le parti contraenti devono presentare un rapporto riguardante l'attuazione della convenzione e dei suoi protocolli.

### Segretariato permanente
Il segretariato permanente è stato istituito nel 2002, sostiene i lavori della convenzione offrendo vari tipi di aiuto tra i vari organi e coordina varie attività. Inoltre è competente in materia di relazioni pubbliche. Ha sede a Innsbruck in Herzog-Friedrich-Straße 15 e la sede distaccata si trova a Bolzano presso Eurac Research in viale Druso 1.
Il segretariato permanente supporta gli organi della convenzione delle Alpi fornendo assistenza professionale, logistica e amministrativa e coadiuvando i Paesi nell'attuazione di quanto richiesto dalla convenzione e dai suoi protocolli. Il segretariato è diretto da Markus Reiterer.

### Gruppi di lavoro e Piattaforme
Il comitato permanente può decidere l'istituzione di gruppi di lavoro e piattaforme su temi ritenuti importanti per lo sviluppo sostenibile delle Alpi. Attualmente sono operativi i seguenti gruppi di lavoro e piattaforme:
- Gruppo di lavoro trasporti[3]
- Gruppo di lavoro patrimonio mondiale UNESCO[4]
- Piattaforma pericoli naturali[5]
- Piattaforma rete ecologica[6]
- Gruppo di esperti relazione sullo stato delle Alpi[7]
- Piattaforma "gestione dell'acqua nello spazio alpino“[8]
- Piattaforma “grandi predatori”[9]
- Gruppo di lavoro "demografia e occupazione"[10]
- Gruppo di lavoro "strategia macroregionale per le Alpi"[11]
- Gruppo di lavoro "agricoltura di montagna"[12]

### Depositario della convenzione
Il depositario della convenzione è l'Austria, il suo compito è di ricevere le comunicazioni ufficiali dalle parti e inoltrarle ai singoli Stati.

## Attività

### Firma e ratifica della Convenzione quadro e dei Protocolli
La prima riunione dei Paesi alpini si è tenuta nel dicembre 1989 a Berchtesgaden. Il 7 novembre 1991 la convenzione quadro è stata sottoscritta da Austria, Francia, Germania, Italia, Liechtenstein e dalla Svizzera. La Slovenia l'ha sottoscritta il 29 marzo 1993 e Monaco il 20 dicembre 1994. La ratifica della convenzione quadro si è svolta tra il 1994 e il 1999.
Quadro sintetico sullo Stato attuale del processo di ratifica della convenzione quadro:
- Austria: ratifica l'8 febbraio 1994, entrata in vigore il 6 marzo 1995
- Svizzera: ratifica il 16 dicembre 1998, entrata in vigore il 28 aprile 1999
- Germania: ratifica il 29 settembre 1994, entrata in vigore il 6 marzo 1995
- Francia: ratifica il 30 novembre 1995, entrata in vigore il 15 aprile 1996
- Liechtenstein: ratifica il 21 avril 1994, entrata in vigore il 6 marzo 1995
- Italia: ratifica il 14 ottobre 1999, entrata in vigore il 27 marzo 2000
- Monaco: ratifica il 22 dicembre 1998, entrata in vigore il 22 marzo 1999
- Slovenia: ratifica il 22 marzo 1995, entrata in vigore il 22 agosto 1995
- Comunità Europea, dal 1993 Unione Europea: ratifica il 26 febbraio 1996, entrata in vigore il 14 aprile 1998

Ad oggi tutti i Paesi alpini hanno firmato l'insieme dei protocolli, tranne Monaco che non ha sottoscritto il "protocollo Energia". L'unione europea non ha sottoscritto il protocollo “foreste montane” e “composizione delle controversie". Per quanto concerne la ratifica dei protocolli questi sono stati ratificati da tutti gli Stati membri meno la Svizzera.

### Protocolli e dichiarazioni
Secondo quanto indicato nella convenzione quadro i Paesi alpini si impegnano ad adottare misure specifiche in 12 ambiti tematici (popolazione e cultura, pianificazione territoriale, qualità dell'aria, difesa del suolo, acqua, protezione della natura e tutela del paesaggio, agricoltura di montagna, foreste montane, turismo, trasporti, energia e rifiuti).
Di questi settori otto sono stati fatti oggetto di un protocollo attuativo annesso alla convenzione quadro::
- Pianificazione territoriale e sviluppo sostenibile[16];
- Agricoltura di montagna[17];
- Protezione della natura e tutela del paesaggio[18];
- Foreste montane[19];
- Turismo[20];
- Difesa del suolo[21];
- Energia[22];
- Trasporti[23].

Sono stati inoltre adottati altri due protocolli non tematici:
- Composizione delle controversie[24];
- Protocollo supplementare di Monaco[25].

La convenzione delle Alpi, infine, comprende due dichiarazioni tematiche:
- Dichiarazione popolazione e cultura[26];
- Dichiarazione sui cambiamenti climatici[27].

### Pubblicazioni del segretariato permanente della convenzione delle Alpi
- Segnali alpini 1. La convenzione delle Alpi – Opera di consultazione, 2010, II edizione[28]
- Segnali Alpini 2. La convenzione delle Alpi si concreta, 2004[29]
- Segnali Alpini 3. Rete ecologica transfrontaliera, 2004[30]
- Segnali Alpini 4. Documentazione degli eventi naturali, 2006[31]
- Segnali Alpini 5. Mitigazione e adattamento al cambiamento climatico nello spazio alpino, 2008[32]
- Segnali Alpini 6. Le Alpi per la riduzione delle emissioni climalteranti 2011[33]
- Segnali alpini FOCUS 1 Linee guida comuni per l'uso del piccolo idroelettrico nella Regione alpina 2011[34]
- Prima Relazione sullo stato delle Alpi. Trasporti e mobilità, 2007[35]
- Seconda Relazione sullo stato delle Alpi. L'acqua e la gestione delle risorse idriche, 2009[36]
- Terza Relazione sullo stato delle Alpi. Sviluppo rurale sostenibile e innovazione 2011[37]
- Quarta Relazione sullo stato delle Alpi. Turismo sostenibile nelle Alpi 2013[38]
- Quinta Relazione sullo stato delle Alpi. Cambiamenti Demografici nelle Alpi 2015[39]
- Programma di Lavoro Pluriennale della Conferenza delle Alpi, 2017-2022[40]
- Convenzione delle Alpi e buone pratiche nei comuni italiani 2010[41]
- Le Alpi – Otto Paesi, un solo territorio, 2009[42]
- PER ALPES. 20 itinerari circolari per scoprire le Alpi camminando, 2010
- The Alps. People and pressures in the mountains, the facts at a glance, 2010[43]
- Environmental Protection and Mountains 2011[44]

### Futuro ed evoluzione della Convenzione delle Alpi
La volontà della Commissione europea di definire spazi geografici al di là dei confini nazionali al fine di meglio adattare e distribuire i finanziamenti per lo sviluppo regionale favorisce il dibattito sul tema della creazione di una strategia per le Alpi, sulla base di quanto già avvenuto per l'iniziativa baltica e quella per la regione del Danubio. In questa prospettiva, la scala geografica può costituire un punto chiave del dibattito nella definizione di una simile regione alpina. Due le concezioni in gioco: quella della convenzione delle Alpi, che intende includere nella regione soltanto le aree più spiccatamente montane, e quella del "programma spazio alpino", che intende includere nella regione alpina anche le aree urbanizzate circostanti.